# Bonda

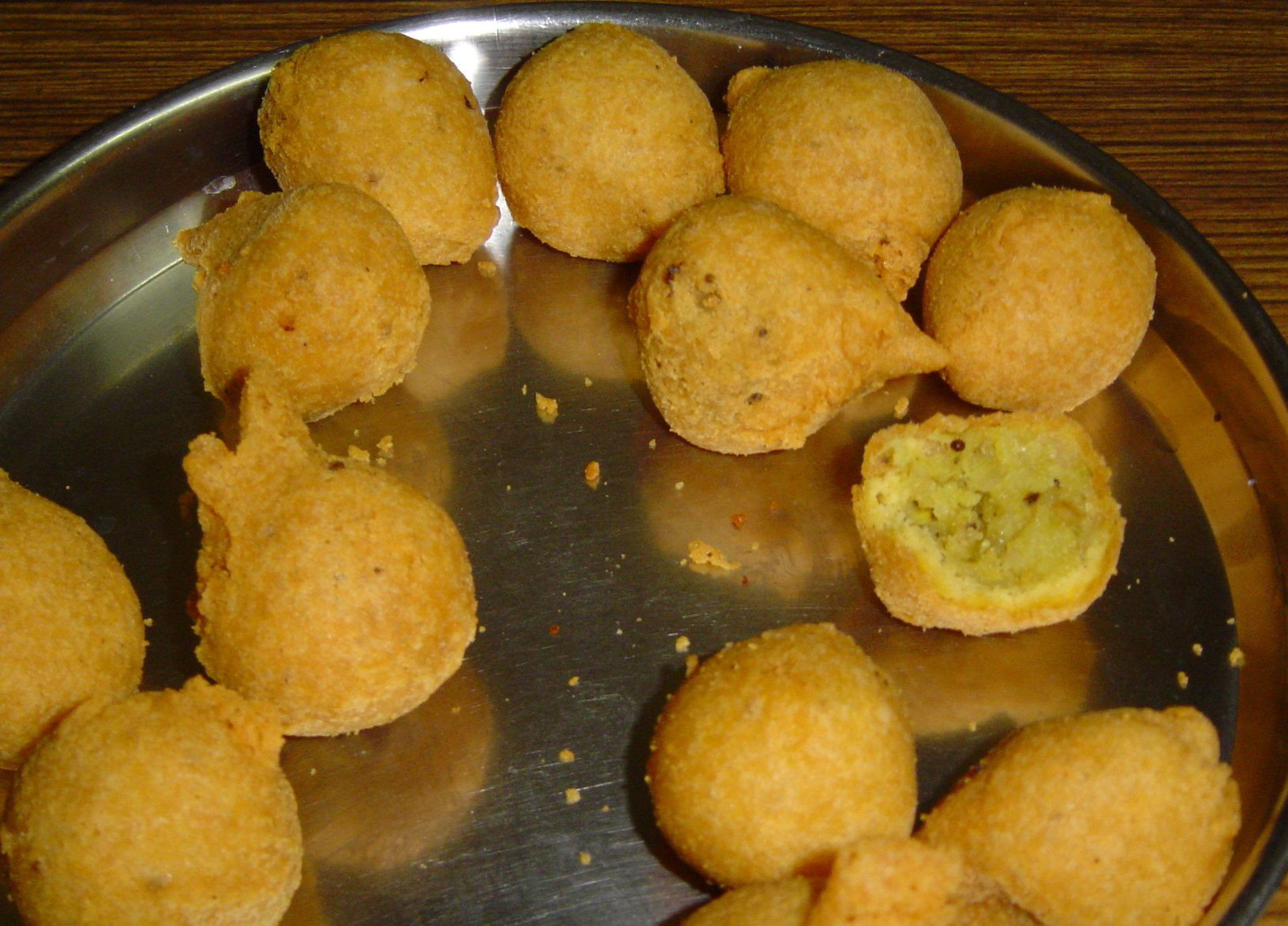
Bonda. La parte interior del relleno está relleno de curry de patata. La capa exterior se debe a una fritura de harina de garbanzo.

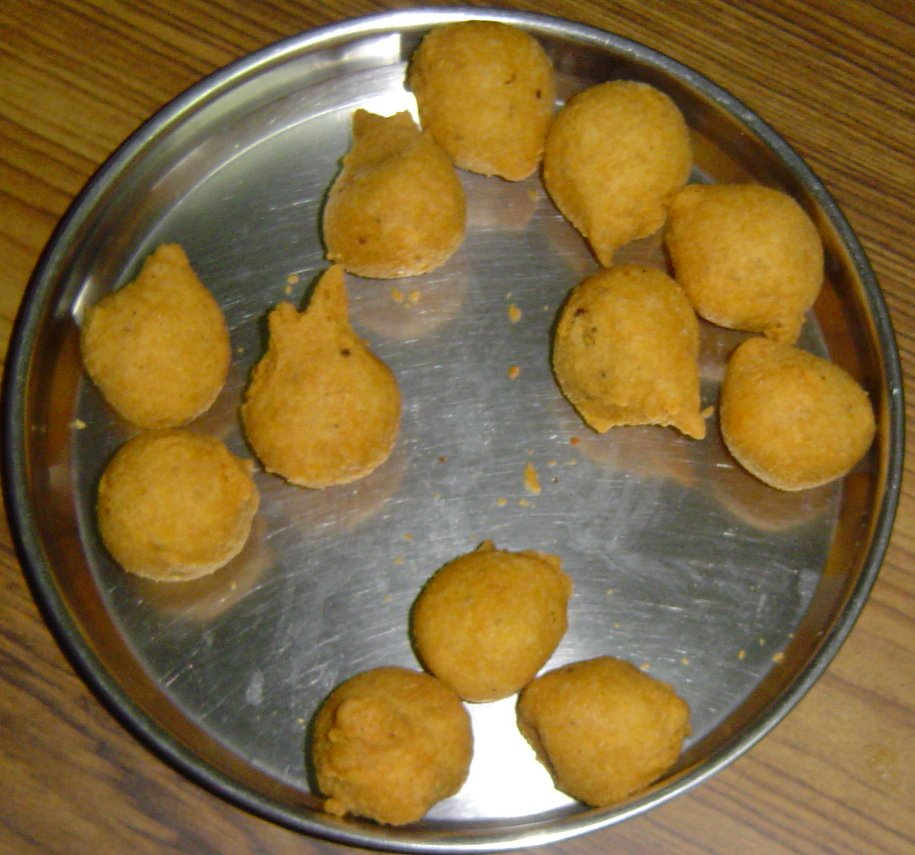
diversas frituras de Bondas.

El bonda es un snack típico del sur de la India. Los bonda tienen diversas variedades: dulces y especiados. Los keralites prefieren los dulces y siguen una receta compleja para su elaboración. La versión especiada se denomina batata vada por los  maharastrianos. 

## Características
El proceso para hacer bonda especiados conlleva el uso de puré de patata (u otras verduras) que se introducen en una masa de harina de garbanzo. En lugar de emplear patata como ingredienete principal en las bondas existen otras variantes regionales que incluyen una forma de tapioca (Tapioca Bonda), batata con cebollas, huevo duro con masala (Mutta Bonda), carne picada, etc.